# Fight for the Fallen (2020)
Fight for the Fallen (2020) foi um episódio televisivo especial de wrestling profissional produzido pela All Elite Wrestling. Foi o segundo evento na cronologia da Fight for the Fallen. O evento ocorreu em 15 de julho de 2020 e foi transmitido pela TNT como um especial do programa semanal de televisão da AEW, Dynamite.

## Produção
| Função               | Nome                    |
| -------------------- | ----------------------- |
| Comentaristas        | Jim Ross                |
| Comentaristas        | Excalibur               |
| Comentaristas        | Taz (1ª hora)           |
| Comentaristas        | Chris Jericho (2ª hora) |
| Anunciador de ringue | Justin Roberts          |
| Árbitros             | Aubrey Edwards          |
| Árbitros             | Mike Posey              |
| Árbitros             | Paul Turner             |
| Árbitros             | Rick Knox               |
| Entrevistadores      | Alex Marvez             |
| Entrevistadores      | Dasha Gonzalez          |

### Conceito
Em junho de 2019, a AEW afirmou que todos os lucros com a venda de ingressos para o Fight for the Fallen seriam doados para vítimas de violência armada. A AEW e a patrocinadora do evento Farah & Farah, uma firma de advocacia de danos pessoais localizada em Jacksonville, Flórida, arrecadaram mais de US $ 150.000 e os rendimentos foram doados ao Conselho Consultivo de Assistência à Vítima de Jacksonville.
Durante a 1ª noite do Fyter Fest, foi anunciado que, em vez de ir ao ar em pay-per-view (PPV), o segundo evento Fight for the Fallen seria transmitido como um especial do programa semanal de televisão da AEW, Dynamite, em 15 de julho de 2020. O show vai arrecadar dinheiro para o alívio da COVID-19, que será adicionado ao $1 milhão já doado por Shahid Khan e Tony Khan. A AEW lançou uma campanha de doação online e lançou uma edição limitada da camiseta do Fight for the Fallen no ShopAEW.com com 100% dos lucros beneficiando ao First Coast Relief Fund e Feeding Northeast Florida.
Em 13 de julho, Chris Jericho foi anunciado como aparecendo em um papel não-wrestling no evento.

### Histórias
Fight for the Fallen apresentou lutas de wrestling profissional que envolviam lutadores diferentes de rivalidades e histórias preexistentes. Os lutadores retrataram heróis, vilões ou personagens menos distinguíveis em eventos programados que criaram tensão e culminaram em uma luta ou série de lutas. As histórias foram produzidas nos programas semanais da AEW Dynamite e Dark e na série do YouTube do The Young Bucks, Being The Elite.
No Double or Nothing, o estreante Brian Cage venceu a Casino Ladder Match com nove lutadores para ganhar uma oportunidade futura pelo Campeonato Mundial da AEW. Durante a coletiva após a transmissão do Double or Nothing, Tony Khan anunciou que a luta pelo título de Cage contra Jon Moxley, que defendeu com sucesso o título contra Mr. Brodie Lee naquela noite, seria o evento principal da 2ª noite do Fyter Fest.  Depois que a esposa de Moxley, a funcionária da WWE Renee Young, teve um teste positivo para COVID-19, a luta foi remarcada para o Fight for the Fallen devido à possível exposição de segunda mão; Mais tarde, Moxley deu negativo duas vezes.

## Resultados
| Nº                                          | Resultados | Estipulações                                   | Tempo |
| ------------------------------------------- | --- | ---------------------------------------------- | ----- |
| 1                                           | Cody (c) (com Arn Anderson) derrotou Sonny Kiss                                                                           | Luta individual pelo Campeonato da TNT         | 10:45 |
| 2                                           | FTR (Cash Wheeler e Dax Harwood) derrotaram Lucha Brothers (Pentagón Jr. e Rey Fénix)                                     | Luta de duplas                                 | 13:25 |
| 3                                           | The Elite (Kenny Omega, Matt Jackson e Nick Jackson) derrotaram Jurassic Express (Jungle Boy, Luchasaurus, e Marko Stunt) | Luta de trios                                  | 15:05 |
| 4                                           | The Nightmare Sisters (Allie e Brandi Rhodes) (com Dustin Rhodes) derrotaram Kenzie Paige e MJ Jenkins                    | Luta de duplas                                 | 2:00  |
| 5                                           | Jon Moxley (c) derrotou Brian Cage (com Taz) por submissão técnica                                                        | Luta individual pelo Campeonato Mundial da AEW | 15:00 |
| (c) – Refere-se aos campeões antes da luta. | |                                                |       |